# Anastasio Somoza García
Anastasio Somoza García (San Marcos, 1. veljače 1896. - Ancón, 29. rujna 1956.), predsjednik Nikaragve od 1. siječnja 1937. do 1. svibnja 1947. godine te od 21. svibnja 1950. do 29. rujna 1956. godine.

## Životopis
Anastasio Somoza García je rođen u San Marcosu kao sin Anastasija Somoze Reyesa i Julije Garcia. Kao mladić, bio je poslan da živi s rođacima u Philadelphiju. Dok je živio u Philadelphiji, upoznao je svoju buduću suprugu, Salvadoru Debayle Sacasa. Oženio je Salvadoru 1919. godine. Imali su dva sina, Luisa Somozu Debayle i Anastasija Somozu Debayle te kćer, Lillian Somoza Debayle de Sevilla Sacasa.
Godine 1926., Somoza se pridružio pobuni na strani Juana Bautiste Sacasa, ujaka njegove supruge. Govorio je izvrsno engleski i radio je kao tumač amerikancima u pregovorima između zaraćenih strana.
U vladi predsjednika, Joséa María Moncada, služio je kao guverner okruga León, konzul u Kostariki, i ministra vanjskih poslova. Nakon vođenja, šestogodišnjih borbi sa snagama generala Augusta Sandina, Somoza García biva imenovan čelnikom Nacionalne garde. Godine 1936. je preuzeo vlast kroz puč, uzimajući naslov predsjednika te je ukinuo političke stranke, raspustio parlament i otkazao izbore.
Iako je njegova vlada imala više propusta, Sjedinjene Američke Države su u njemu vidjeli izvor antikomunizma i stabilnosti u regiji. Dana 21. rujna 1956. godine upucao ga je nikaragvanski pjesnik Rigoberta López Pérez u gradu Leónu. Umro je 8 dana kasnije. Naslijedio ga je njegov stariji sin Luis Somoza.

## Vanjske poveznice
- Stranica o Somozama (šp.)
- The Deaths of Somoza (engl.)